# Der Wagen (Tarot)

Der Wagen ist eine der auch große Arkana genannten Trumpfkarten des Tarot.

## Darstellung
Meist zeigt die Karte einen reich gekleideten und gepanzerten Jüngling, der in einem Wagen sitzt, der aus Stein zu sein scheint. Gezogen wird der Wagen von einer weißen und einer schwarzen Sphinx.

## Deutung
Die Karte wird oft als äußere Vollendung gewertet, sie stellt einen Menschen dar, der im Leben sicher verwurzelt ist und so den nötigen Hintergrund hat, um seine Persönlichkeit zu entfalten. Teilt man die große Arkana in drei Siebenerreihen, so kommt der Wagen unter der Mäßigkeit und der Welt zu liegen. Dies deutet man als die drei Ebenen des Menschen, die Karte VII als das Äußere, den Körper (äußere Festigkeit), die XIV. Karte als das Geistige (Gleichmaß, Gleichmut, innere Ruhe) und die XXI. Karte als das Spirituelle / Seelische (Unio mystica). In dieser Anordnung bedeutet der Wagen auch den vollendeten Magier bzw. den vollendeten Weisen.

## Entsprechungen
- das Tierkreiszeichen Krebs
- der hebräische Buchstabe ח (Chet)